# Chillarón de Cuenca
Chillarón de Cuenca là một đô thị trong tỉnh Cuenca, cộng đồng tự trị Castile-La Mancha Tây Ban Nha. Đô thị này có diện tích là 39,41 ki-lô-mét vuông, dân số năm 2009 là 401 người với mật độ 10,18 người/km². Đô thị này có cự ly km so với tỉnh lỵ Cuenca.